# Those Happy Days
Those Happy Days er en amerikansk stumfilm fra 1914 af Fatty Arbuckle.

## Medvirkende
- Roscoe 'Fatty' Arbuckle
- Slim Summerville
- Chester Conklin
- Minta Durfee
- Mack Swain